# Santa Eufemia (Folgoso de Caurel)
Santa Eufemia es una aldea española situada en la parroquia de Folgoso, del municipio de Folgoso de Caurel, en la provincia de Lugo, Galicia.

## Demografía
| Gráfica de evolución demográfica de Santa Eufemia entre 2000 y 2019 |
|                                                                     |
| Datos según el nomenclátor publicado por el INE.                    |